# Steekmieren
Steekmieren (Myrmica) vormen een geslacht van mieren uit de onderfamilie Myrmicinae. De wetenschappelijke naam van het geslacht is gepubliceerd in 1804 door Pierre André Latreille.
Er zijn ongeveer tweehonderd soorten bekend uit dit geslacht. Ze komen in het hele Holarctisch gebied voor. De typesoort is de gewone steekmier (Myrmica rubra) die in geheel Europa en in delen van Azië en Noord-Amerika voorkomt. Deze en andere Myrmica-soorten maken gebruik van bladluizen voor de "honingdauw" die ze afscheiden en die rijk is aan suikers.
In de nesten van sommige soorten komen sociale parasieten voor, met name rupsen van het vlindergeslacht Maculinea waaronder die van het berggentiaanblauwtje. De rupsen laten zich door de werkmieren voeren en eten soms ook het broedsel van de mieren. Dit blijkt geen vorm van commensalisme te zijn; de mieren ondervinden een nadeel in de vorm van een kleinere overlevingskans van werkers en hun larven.

## Soorten
- M. ademonia Bolton, 1995
- M. adrijae Bharti, 2012
- M. afghanica Radchenko & Elmes, 2003
- M. aimonissabaudiae Menozzi, 1939
- M. alaskensis Wheeler, W.M., 1917
- M. aloba Forel, 1909
- M. alperti Elmes & Radchenko, 2009
- M. americana Weber, 1939
- M. anatolica Elmes, Radchenko & Aktaç, 2002
- M. angulata Radchenko, Zhou & Elmes, 2001
- M. angulinodis Ruzsky, 1905
- M. arisana Wheeler, W.M., 1930
- M. arnoldii Dlussky, 1963
- M. assimilis Spinola, 1851
- M. bactriana Ruzsky, 1915
- M. bakurianica Arnoldi, 1970
- M. bergi Ruzsky, 1902
- M. bessarabicus Nasonov, 1889
- M. bibikoffi

Kutters gaststeekmier Kutter, 1963
- M. boltoni Radchenko & Elmes, 1998
- M. brancuccii Radchenko, Elmes & Collingwood, 1999
- M. breviceps Smith, F., 1878
- M. brevispinosa Wheeler, W.M., 1917
- M. cachmiriensis Forel, 1904
- M. caeca Jerdon, 1851
- M. cagnianti Espadaler, 1996
- M. caucasicola Arnoldi, 1934
- M. colax (Cole, 1957)
- M. collingwoodi Radchenko & Elmes, 1998
- M. commarginata Ruzsky, 1905
- M. constricta Karavaiev, 1934
- M. corrugata Say, 1836
- M. crassirugis Francoeur, 2007
- M. curiosa Radchenko, Zhou & Elmes, 2008
- M. cursor Smith, F., 1878
- M. curvispinosa Bharti & Sharma, 2013
- M. curvithorax Bondroit, 1920
- M. deplanata Emery, 1921
- M. detritinodis Emery, 1921
- M. discontinua Weber, 1939
- M. displicentia Bolton, 1995
- M. divergens Karavaiev, 1931
- M. diversa Buckley, 1867
- M. draco Radchenko, Zhou & Elmes, 2001
- M. dshungarica Ruzsky, 1905
- M. eidmanni Menozzi, 1930
- M. elbrusi Radchenko & Yusupov, 2012
- M. elmesi Bharti & Sharma, 2011
- M. emeryi Radchenko & Elmes, 2009
- M. ereptrix Bolton, 1988
- M. excelsa Kupyanskaya, 1990
- M. ferganensis Finzi, 1926
- M. forcipata Karavaiev, 1931
- M. foreliana Radchenko & Elmes, 2001
- M. fortior Forel, 1904
- M. fracticornis Forel, 1901
- M. gallienii

Zeggensteekmier Bondroit, 1920
- M. gigantea (Collingwood, 1962)
- M. glacialis Emery, 1921
- M. granulinodis Nylander, 1846
- M. hamulata Weber, 1939
- M. hecate Weber, 1947
- M. hellenica Finzi, 1926
- M. heterorhytida Radchenko & Elmes, 2009
- M. hirsuta

Ruige gaststeekmier Elmes, 1978
- M. hlavaci Radchenko & Elmes, 2009
- M. incompleta Provancher, 1881
- M. indica Weber, 1950
- M. inezae Forel, 1902
- M. inflecta Say, 1836
- M. inucta Radchenko & Elmes, 2006
- M. jennyae Elmes, Radchenko & Aktaç, 2002
- M. jessensis Forel, 1901
- M. jucunda Smith, F., 1861
- M. juglandeti Arnoldi, 1976
- M. kabylica (Cagniant, 1970)
- M. kamtschatica Kupyanskaya, 1986
- M. karavajevi (Arnoldi, 1930)
- M. kasczenkoi Ruzsky, 1905
- M. khamensis Ruzsky, 1915
- M. kirghisorum Arnoldi, 1976
- M. koreana Elmes, Radchenko & Kim, 2001
- M. kothiensis Bharti & Sharma, 2013
- M. kotokui Forel, 1911
- M. kozlovi Ruzsky, 1915
- M. kryzhanovskii Arnoldi, 1976
- M. kurokii Forel, 1907
- M. lampra Francoeur, 1968
- M. latifrons Stärcke, 1927
- M. laurae (Emery, 1907)
- M. lemasnei Bernard, 1967
- M. lineolata Buckley, 1867
- M. lobicornis

Kalme steekmier Nylander, 1846
- M. lobifrons Pergande, 1900
- M. lobulicornis Nylander, 1857
- M. lonae

Lepelsteekmier Finzi, 1926
- M. longisculpta Bharti & Sharma, 2011
- M. luctuosa Smith, F., 1878
- M. luteola Kupyanskaya, 1990
- M. margaritae Emery, 1889
- M. martensi Radchenko & Elmes, 1998
- M. mexicana Wheeler, W.M., 1914
- M. mirabilis Elmes & Radchenko, 1998
- M. mixta Radchenko & Elmes, 2008
- M. montana Buckley, 1867
- M. monticola Creighton, 1950
- M. multiplex Radchenko & Elmes, 2009
- M. myrmicoxena Forel, 1895
- M. nearctica Weber, 1939
- M. nefaria Bharti, 2012
- M. nitida Radchenko & Elmes, 1999
- M. obscura Finzi, 1926
- M. obscurata Motschoulsky, 1863
- M. onoyamai Radchenko & Elmes, 2006
- M. ordinaria Radchenko & Elmes, 1999
- M. orthostyla Arnoldi, 1976

- M. pachei Forel, 1906
- M. pararitae Radchenko & Elmes, 2008
- M. pelops Seifert, 2003
- M. petita Radchenko & Elmes, 1999
- M. phalacra Radchenko & Elmes, 2009
- M. pilinodis Motschoulsky, 1863
- M. pinetorum Wheeler, W.M., 1905
- M. pisarskii Radchenko, 1994
- M. pleiorhytida Radchenko & Elmes, 2009
- M. poldii Radchenko & Rigato, 2008
- M. polyglypta Radchenko & Rigato, 2008
- M. pseudorugosa Bharti, 2012
- M. pulchella Santschi, 1937
- M. punctinops Francoeur, 2007
- M. punctiventris Roger, 1863
- M. quebecensis Francoeur, 1981
- M. radchenkoi Bharti & Sharma, 2011
- M. ravasinii Finzi, 1923
- M. religiosa Bharti & Sharma , 2013
- M. rhynchophora Foerster, 1850
- M. rhytida Radchenko & Elmes, 1999
- M. rigatoi Radchenko & Elmes, 1998
- M. ritae Emery, 1889
- M. rubra

Gewone steekmier (Linnaeus, 1758)
- M. ruginodis

Bossteekmier Nylander, 1846
- M. rugiventris (Smith, M.R., 1943)
- M. rugosa Mayr, 1865
- M. rugulosa

Kleine steekmier Nylander, 1849
- M. rupestris Forel, 1902
- M. ruzskyana Radchenko & Elmes, 2010
- M. sabuleti

Zandsteekmier Meinert, 1861
- M. salina Ruzsky, 1905
- M. saposhnikovi Ruzsky, 1904
- M. scabrata Buckley, 1867
- M. scabrinodis

Moerassteekmier Nylander, 1846
- M. sculptiventris Radchenko & Elmes, 2009
- M. schencki

Kokersteekmier Viereck, 1903
- M. schenckioides

Kokergaststeekmier Boer & Noordijk, 2005
- M. schoedli Radchenko, Elmes & Bui, 2006
- M. schulzi Radchenko & Elmes, 2009
- M. semiparasitica Francoeur, 2007
- M. serica Wheeler, W.M., 1928
- M. siciliana Radchenko, Elmes & Alicata, 2006
- M. sinensis Radchenko, Zhou & Elmes, 2001
- M. sinoschencki Radchenko & Elmes, 2008
- M. slovaca Sadil, 1952
- M. smythiesii Forel, 1902
- M. spatulata Smith, M.R., 1930
- M. spinosior Santschi, 1931
- M. stangeana Ruzsky, 1902
- M. striolagaster Cole, 1953
- M. sublanuginosa Buckley, 1867
- M. sulcinodis

Heidesteekmier Nylander, 1846
- M. tahoensis Weber, 1948
- M. taibaiensis Wei, Zhou & Liu, 2001
- M. tamarae Elmes, Radchenko & Aktaç, 2002
- M. tenuispina Ruzsky, 1905
- M. tibetana Mayr, 1889
- M. titanica Radchenko & Elmes, 2001
- M. transsibirica Radchenko, 1994
- M. tschekanovskii Radchenko, 1994
- M. tulinae Elmes, Radchenko & Aktaç, 2002
- M. urbanii Radchenko & Elmes, 1998
- M. ussuriensis Kuznetsov-Ugamsky, 1928
- M. vandeli

Veensteekmier Bondroit, 1920
- M. varisculpta Radchenko & Rigato, 2009
- M. villosa Radchenko & Elmes, 1999
- M. vittata Radchenko & Elmes, 1999
- M. wardi Radchenko & Elmes, 1999
- M. weberi Elmes & Radchenko, 2009
- M. weii Radchenko & Zhou, 2008
- M. wesmaeli Bondroit, 1918
- M. wheeleri Weber, 1939
- M. wheelerorum Francoeur, 2007
- M. whymperi Forel, 1913
- M. williamsi Radchenko & Elmes, 1999
- M. wittmeri Radchenko & Elmes, 1999
- M. xavieri Radchenko, Elmes & Savolainen, 2008
- M. yamanei Radchenko & Elmes, 2001
- M. yunnanensis Radchenko & Elmes, 2009
- M. zhengi Ma & Xu, 2011
- M. zojae Radchenko, 1994